# Radiokomunikacije
Radiokomunikacije su područje elektrotehnike koje razmatra i ostvaruje mogućnosti komunikacije i prijenosa informacija putem radio valova. Na temelju fizikalnih osobina elektromagnetskog zračenja pogodnih valnih duljina, na području radiokomunikacija ostvaruju se antene i valovodi te usporedno i prateći elektronski uređaji kao što su oscilatori, visokofrekventna pojačala, odašiljači, različiti prijemnici i mnogi drugi sustavi, kao što su to na primjer, radari ili satelitske komunikacije.
Područje radiokomunikacija tradicionalno se oslanja na područje elektronike, a u novije vrijeme prodire sve više na područje telekomunikacija objedinjujući znanja i tehnologije.